# Danio quagga
Danio quagga är en art av fiskar som beskrevs av de i Sverige verksamma iktyologerna Sven O. Kullander, Te-Yu Liao och Fang Fang Kullander 2009. Arten är en av medlemmarna i släktet Danio och familjen karpfiskar. Inga underarter finns listade i Catalogue of Life.
Denna karpfisk förekommer i avrinningsområdet av floden Chindwin i Myanmar.
Arten liknar Danio kyathit i utseende men de mörka raderna är inte uppdelade i fläckar. Art-epitetet i det vetenskapliga namnet syftar på hästdjuret kvagga, en utdöd underart till stäppzebran som hade ett liknande mönster på kroppen. Fiskartens holotyp finns bevarad i Naturhistoriska riksmuseets iktyologiska samlingar, arkiverad som "NRM 58705". Där återfinns också två paratyper (NRM 58787).